# 미시마타마치역
미시마타마치역(일본어: 三島田町駅)은 일본 시즈오카현 미시마시에 있는 이즈하코네 철도 슨즈 선의 역이다.

## 역사
- 1898년
  - 5월 20일: 미시마마치(현, 미시마타마치) ~ 난조(현, 이즈나가오카) 간 개업으로 미시마마치역으로 영업 개시.
  - 6월 15일: 미시마(현, 고텐바 선 시모토가리 역) ~ 미시마마치 간 개통으로 중간역이 됨.
- 1919년 5월 25일: 옛 이즈 철도선 미시마 ~ 당역 구간 전철화에 따라 후에 이즈하코네 철도 궤도 노선(옛, 슨즈 전기철도)의 출입 개시.
- 1949년 4월 1일: 이즈하코네 철도 궤도 선의 연장선이 폐지됨.
- 1956년 2월 1일: 미시마타마치역으로 역명 변경.
- 1964년 12월 1일: 화물 영업 폐지.
- 1967년 4월 2일: 미시마타마치 역 종합 역사 완성.
- 1973년 1월 1일: 수소화물 영업 폐지.

## 역 구조
혼합식 승강장 2면 3선의 지상역이다.
3번 선은 주로 회송 열차나 임시 열차가 보통 열차를 대피할 때 사용되었지만 2009년 2월 14일의 다이아 개정으로 이 3번 선에서 매일 발착하던 회송 열차의 설정이 폐지되고 동시에 영업 열차가 하루에 1개(상행 56열차)만 발착하게 되었다.
거의 모든 열차가 본 역에서 교행한다.
특급 "오도리코"의 정차역이지만, 이전에 운행되었고 "쾌속"은 본 역을 통과하는 다음의 미시마히로코지 역에 정차한다.
자동 개찰기, 매점이 설치되어 있다.
2009년 1월 중순부터 1,2번 선에 발차 멜로디와 벨이 도입되고 애로우 주식회사 제의 노래가 2곡 쓰이고 있다.
발차 멜로디 도입 이전, 발차 신호는 전 승강장 모두 벨이었다.

### 승강장
| 1 | ■ 슨즈 선(하행) | 다이바・이즈나가오카・오히토・슈젠지 방면                         |
| 1 | ■ 슨즈 선(상행) | 미시마 방면(하루 2개만 사용)                                      |
| 2 | ■ 슨즈 선(상행) | 미시마・아타미・오다와라・요코하마・도쿄・쓰다누마・시즈오카 방면 |
| 3 | ■ 슨즈 선(상행) | 미시마 방면(정기 열차에서는 12:17발 56열차만 사용)                |
| 3 | ■ 슨즈 선(하행) | 다이바・이즈나가오카・오히토・슈젠지 방면(정기 열차는 없음)       |

## 역 주변
- 미시마 시청
- 사노 미술관
- 미시마타이샤
- 미시마 우체국
- 시즈오카 지방 도로 143호 미시마타마치 정차장선
- 이토 요카도 미시마점
- 노지마 미시마점
- 미시마 신용 금고 후쓰카마치 지점
- 미시마 시 시영 중앙 주차장

## 인접역
| 이즈하코네 철도 ■ 슨즈 선       | 이즈하코네 철도 ■ 슨즈 선 | 이즈하코네 철도 ■ 슨즈 선         |
| ------------------------------- | ------------------------- | --------------------------------- |
| IS01 미시마 미시마 방면         | ■ 특급 "오도리코"         | 다이바 IS05 슈젠지 방면           |
| IS02 미시마히로코지 미시마 방면 | ■ 보통                    | 미시마후쓰카마치 IS04 슈젠지 방면 |